# Вила Колиба
Вила Колиба (пољ. Willa Koliba) музеј је у Закопанима у Пољској, део Музеја Татри. Направљена је у закопанском стилу и важано је део културе пољских Карпата.
Вила је саграђена између 1892. и 1893. године, темељена на пројекту Станислава Виткјевича. То је била прва грађевина икада подигнута у закопанском стилу. Вила Колиба је регистровани пољски споменик природе од 1983. године.
Име "колиба" потиче из исте речи у регионалном дијалекту пољскога језика, етничке групе Горала што значи пастирска колиба.
Вила је изграђена за Зигмунта Гнатовског. Гнатовском је била потребна зграда где би могао да похрани своју збирку етнографских артефаката. Изворно је имао за циљ да изгради једноставну колибу темељену на постојећој подхалској архитектури, али га је Станислав Виткјевич уверио да уместо тога изгради кућу у новом закопанском стилу. Виткјевич, тада већ познати уметник, желео је да уведе нови локални стил архитектуре по узору на куће у швајцарском народном стилу. Виткјевич је намеравао да уведе националну разноликост рустикалне архитектуре у Пољску, а своје скице темељио је на локалним украсним мотивима.

## Галерија
- Вила зими
- Вила зими, 2009. године
- Унутрашњост виле
- Прозор виле
- Украсни мотив на спољашњем зиду виле